# Ronnie Leten

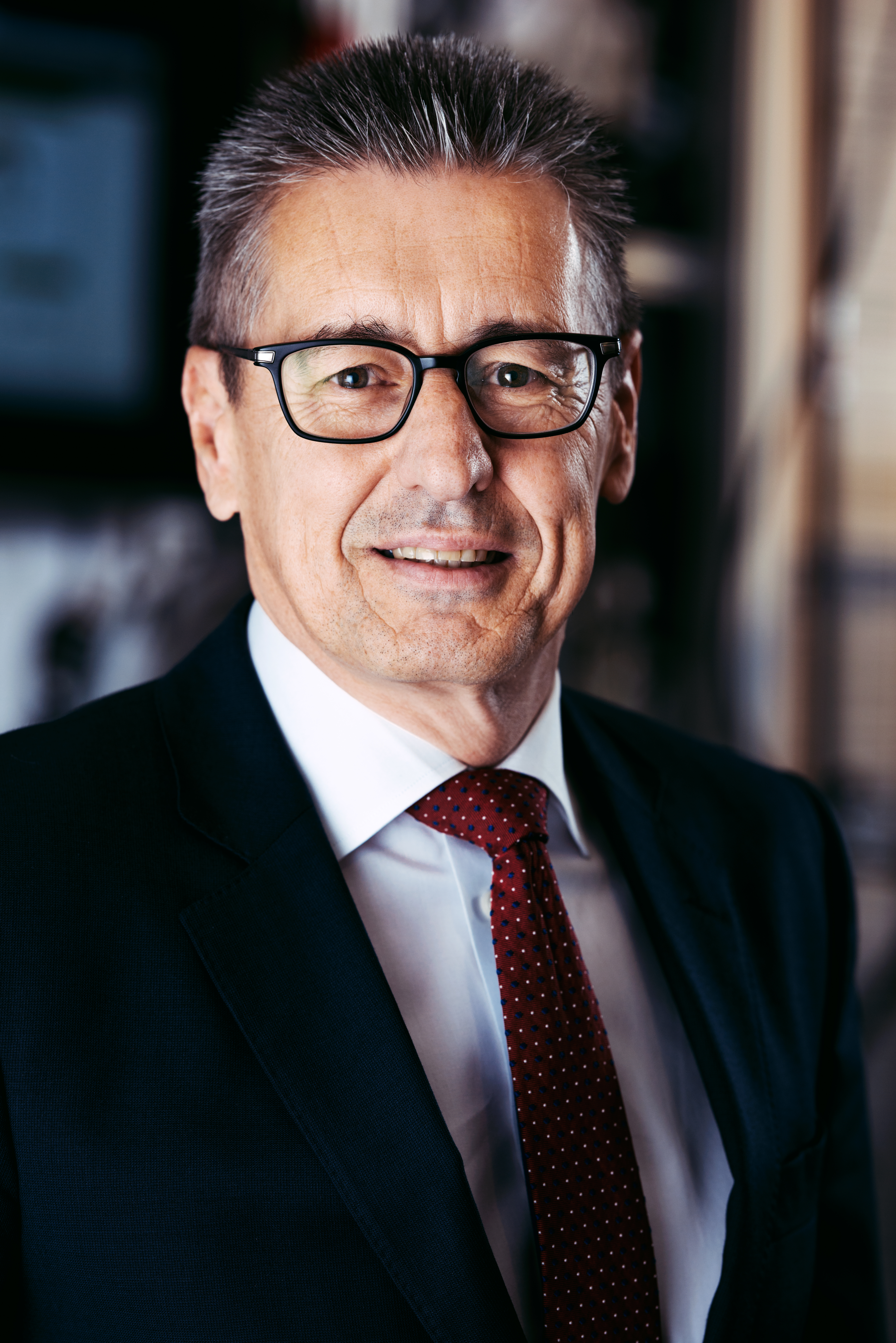
Ronnie Leten, 2015

Ronnie Frans Ghislain Leten (* 12. Dezember 1956 in Beringen) ist ein belgischer Wirtschaftsmanager und war von Juni 2009 bis April 2017 Vorstandsvorsitzender der Atlas Copco AB.

## Leben
Ronnie Leten schloss sein Studium der Wirtschaftswissenschaften an der Universität Hasselt in Belgien im Jahr 1979 ab. Seine erste berufliche Tätigkeit begann er 1979 bei der General Biscuits S.A., für die er bis 1985 tätig war. Im Anschluss daran trat er in die Atlas Copco Gruppe ein, wo er zunächst zahlreiche Funktionen im Geschäftsbereich Kompressortechnik übernahm. 1999 wurde ihm die Leitung des Geschäftsbereichs Airtec sowie ab Mai 2001 die Leitung des Bereichs Industrial Air übertragen, bevor er im Juli 2006 als Vorstand wieder in den Konzernbereich Kompressortechnik wechselte. Leten wurde am 1. Juni 2009 zum Vorstandsvorsitzenden der Atlas Copco AB berufen, er trat am 26. April 2017 auf eigenen Wunsch als Präsident zurück. Sein Nachfolger bei Atlas Copco ist Mats Rahmström.
Ronnie Leten ist verheiratet und Vater von zwei Kindern.